# استراتيجية نووية

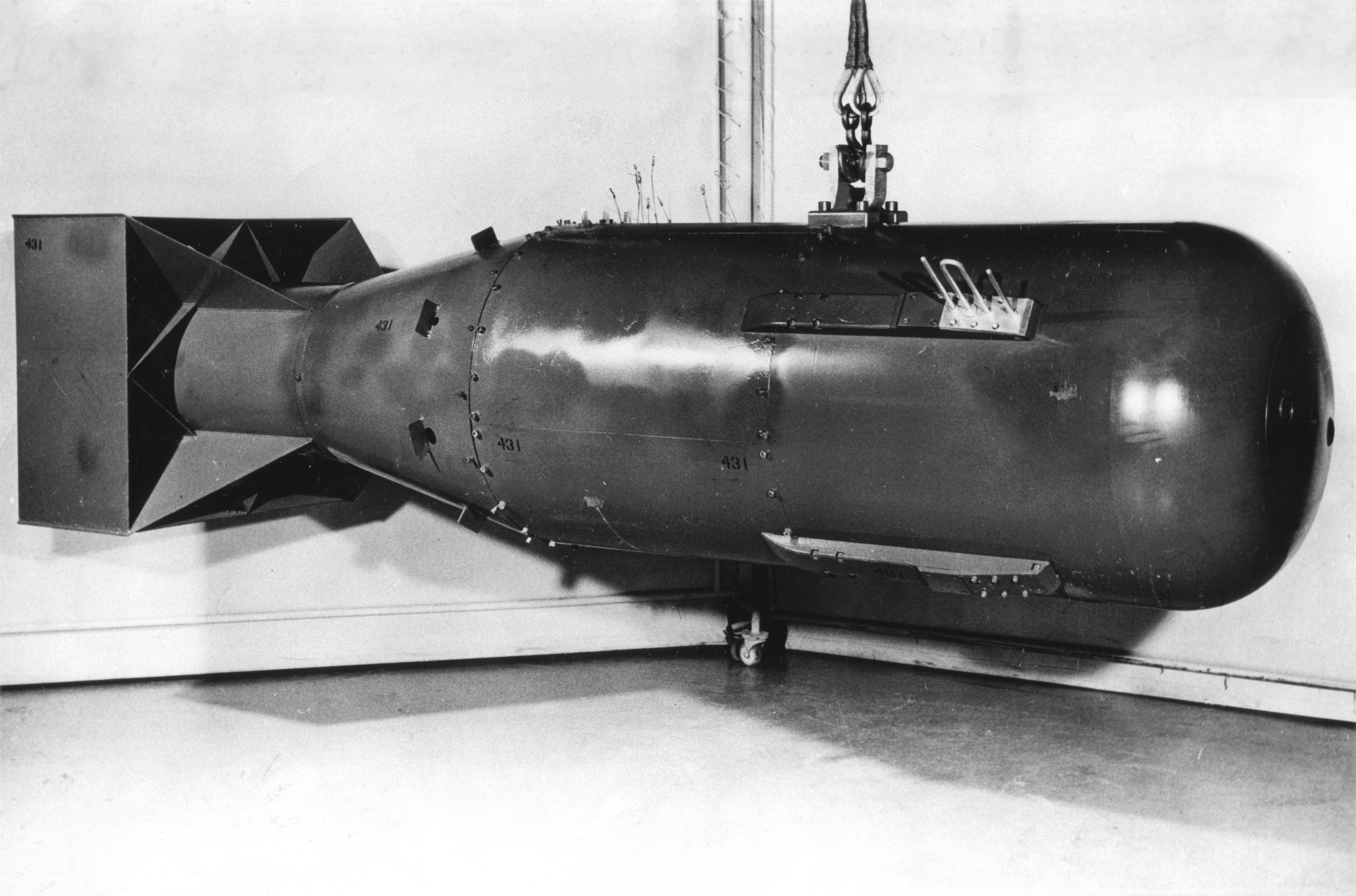
صورة توضيحية لقنبلة نووية أمريكية(قنبلة الولد الصغير) تم القائها على مدينة هيروشيما اليابانية وذلك بتاريخ ٦ أغسطس ١٩٤٥م.

الإستراتيجية النووية هي إستراتيجية تهتم بتطوير وإنتاج واستخدام الأسلحة النووية وهي فرع من الاستراتيجية العسكرية حيث تحاول الاستراتيجية النووية موائمة الأسلحة النووية كوسيلة لتحقيق أهداف سياسية بالإضافة إلى الاستخدام الفعلي للأسلحة النووية سواء في الحروب أو بشكل استراتيجي فإن جزء كبير من الاستراتيجية النووية ينطوي على استخدامها كأداة للمساومة.

## مفاهيم
يجادل العديد من المختصين بأن الاستراتيجية النووية تختلف عن الأشكال الأخرى للاستراتيجية العسكرية حيث إن القوة الهائلة والمرعبة للأسلحة تجعل استخدامها في تحقيق النصر بالمعنى العسكري التقليدي أمراً مستحيلاً.
ولعل من المستبعد أن يكون التركيز المهم في الاستراتيجية النووية هو تحديد كيفية منع وردع استخدامها وهو جزء هام من التدمير المتبادل المؤكد.
وفي سياق الانتشار النووي والحفاظ على توازن القوى تسعى الدول أيضا إلى منع الدول الأخرى من الحصول على الأسلحة النووية كجزء من الاستراتيجية النووية.